# Municipio de Bellville
El municipio de Bellville (en inglés: Bellville Township) es un municipio ubicado en el condado de Pocahontas en el estado estadounidense de Iowa. En el año 2010 tenía una población de 347 habitantes y una densidad poblacional de 3,76 personas por km².

## Geografía
El municipio de Bellville se encuentra ubicado en las coordenadas 42°36′9″N 94°37′9″O / 42.60250, -94.61917. Según la Oficina del Censo de los Estados Unidos, el municipio tiene una superficie total de 92.18 km², de la cual 92,18 km² corresponden a tierra firme y (0 %) 0 km² es agua.

## Demografía
Según el censo de 2010, había 347 personas residiendo en el municipio de Bellville. La densidad de población era de 3,76 hab./km². De los 347 habitantes, el municipio de Bellville estaba compuesto por el 97,12 % blancos, el 0,29 % eran afroamericanos, el 0,86 % eran amerindios, el 0,58 % eran de otras razas y el 1,15 % eran de una mezcla de razas. Del total de la población el 0,86 % eran hispanos o latinos de cualquier raza.